# Kanga Akalé
Kanga Gauthier Akalé (Abidjan, 1983. december 27. –) elefántcsontparti válogatott labdarúgó.

## Válogatott góljai
|    | Időpont          | Helyszín                 | Ellenfél  | Gólok | Eredmény  | Kiírás                                     |
| -- | ---------------- | ------------------------ | --------- | ----- | --------- | ------------------------------------------ |
| 1  | 2005. október 8. | Kartúm, Szudán           | Szudán    | 1–3   | Győzelem  | 2006-os afrikai nemzetek kupája selejtező  |
| 2. | 2006. június 4.  | Bondoufle, Franciaország | Szlovénia | 3–0   | Győzelem  | Barátságos mérkőzés                        |
| 3. | 2008. június 14. | Gaborone, Botswana       | Botswana  | 1–1   | Döntetlen | 2010-es labdarúgó-világbajnokság-selejtező |

## Külső hivatkozások
- Kanga Akalé Transfermarkt
- Kanga Akalé adatlapja a National-Football-Teams.com oldalon (angolul)

- Kanga Akalé francia bajnoki statisztikái az lfp.fr-en (franciául)
- Agent: Akale keen on Atletico Madrid move Archiválva 2015. július 21-i dátummal a Wayback Machine-ben